# 泥石流

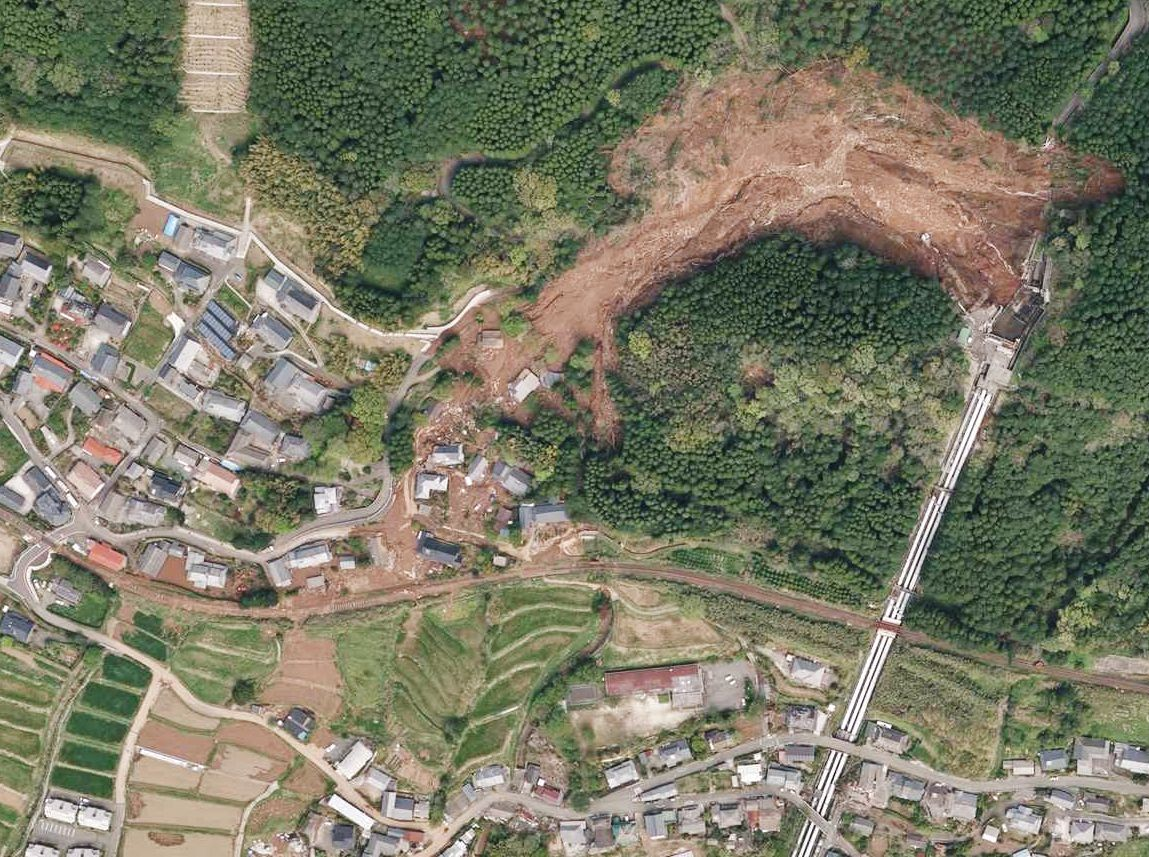
2016年4月，日本熊本縣發生地震，於震央不遠處引發土石流，沖毀與鄰近的房舍，造成兩人喪生。

或泥流（英語：Mud flow），是指在山區或者其他沟谷深壑，地形险峻的地区，因为暴雨、雪暴或其他自然灾害引发，為泥土、石頭等與大量的水混合後，受重力作用，沿著斜坡或山溝滑動的現象。

## 成因
在某些地区，地势险峻而且土质疏松，由于长时间的大雨或者暴风雨而不断冲刷泥面，造成山体滑坡。
泥石流的形成需要三个基本条件：
- 坡度20~30度便于集水集物的适当地形
- 上游堆积有丰富的松散固体物质
- 短期内有突然性的大量流水来源

## 分布范围
泥石流经常发生在峡谷地区和地震火山多发区，而且一般认为它的分布极为广泛。东亚季风区最为严重。
台湾

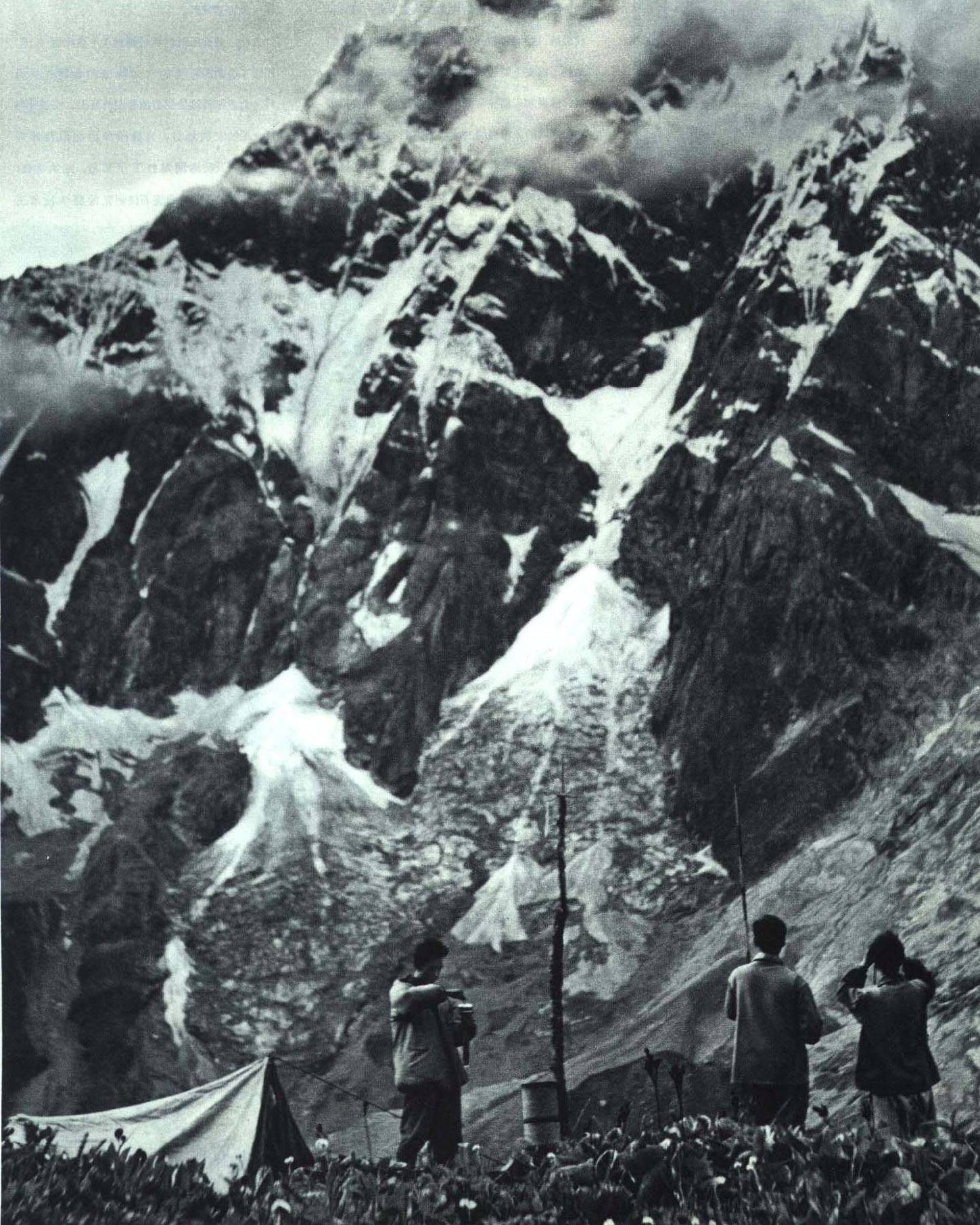
1965年 中国科学院到西藏考察泥石流

- 台21線途經陳有蘭溪、十八重溪、筆石溪之路段
- 神木村

中国大陆
- 西安至兰州公路
- 甘肃至四川公路
- 甘肃至青海公路经

## 防治
保持水土植被，做好地形预警。在工程上选择跨越泥石流的路线，加强排灌，修筑滞留拦截挡坝，防止水流成灾。此外，土石流會發出一種腐植土的氣味，需特別注意迅速離開。

## 外部連結
- How Mudslides Work
- Directed Technologies Drilling for mudslide prevention （页面存档备份，存于）
- Facts about Mudflows/Landslides （页面存档备份，存于）